# Puddle of Mudd
Puddle of Mudd est un groupe de post-grunge américain, originaire de Kansas City, dans le Missouri. En date, le groupe compte plus de sept millions d'exemplaires vendus, et plusieurs singles classés premiers des Hot Mainstream Rock Tracks aux États-Unis. Leur premier album chez une major, Come Clean, est vendu à cinq millions d'exemplaires. Ils comptent deux albums indépendant et quatre albums studio, le dernier étant Volume 4: Songs in the Key of Love and Hate sorti en décembre 2009.

## Biographie

### Débuts (1991–2000)
Puddle of Mudd est formé le 13 septembre 1991, à Kansas City, dans le Missouri, par Wes Scantlin (chant, guitare rythmique), Jimmy Allen (guitare), Sean Sammon (basse), et Kenny Burkitt (batterie). Le premier album du groupe, Stuck, est publié en 1994 au label V&R Records. L'album est produit par le groupe et E.J. Rose, et est enregistré au Red House Studio de Lawrence, dans le Kansas. Il comprend deux singles radio, You Don't Know et Drift and Die.
Désormais sans Jimmy Allen, le groupe publie son deuxième album, Abrasive, en 1997 au label Hardknocks Records. Il comprend onze chansons, toutes écrites par le groupe, dont trois qui finiront sur le premier album de Puddle of Mudd en major. Largement influencé par la vague grunge, le groupe devient fortement connu dans son État d'origine et gagne plusieurs compétitions qui les aident à réaliser leurs deux premiers albums. Lorsque des inimitiés sur le futur du groupe s'ajoutent à leurs faible succès sur le marché américain, le groupe se sépare en 1999.

### Come Clean(2001–2002)
Seulement quelques mois après, une nouvelle version du groupe se forme à Los Angeles sous la conduite du chanteur Wes Scantlin, qui avait envoyé auparavant un album démo à Fred Durst, chanteur de Limp Bizkit. Ainsi, le groupe finit par signer chez la major Geffen Records. Au label, Puddle of Mudd publie son premier album chez une major, Come Clean le 28 août 2001. Ainsi, le groupe connaît réellement le succès en 2001-2002 avec des titres comme Blurry ou She Hates Me, qui les propulsent parmi les leaders de la vague post-grunge. La chanson Control sera la chanson thème du Survivor Series 2001. Le deuxième single de l'album, Blurry, co-écrit par Sean Sammon, Kenny Burkitt, Jimmy Allen et Doug Ardito, devient aussi l'un des meilleurs succès de Puddle of Mudd, atteignant la cinquième place du Billboard Hot 100 et la huitième place de l'UK Singles Chart.

### Life on Display(2003–2005)
Après le succès mondial de l'album, son successeur Life on Display, qui est beaucoup plus sombre et complexe, connaît un moins grand succès. À part du premier single Away from Me, l'album est même complètement ignoré en Europe, ainsi que le DVD Striking That Familiar Chord qui suit en 2005 et qui présente non seulement un concert entier du groupe, mais également quatre chansons acoustiques enregistrées en direct d'une chaîne de radio. En 2005, deux membres quittent le groupe. Greg Upchurch rejoint 3 Doors Down dont il sera le batteur, tandis que Paul Phillips se lance dans une carrière solo avec peu de succès. La chanson Nothing Left to Lose devient la chanson officielle du Royal Rumble 2004 de la WWE.

### Famous(2006–2008)

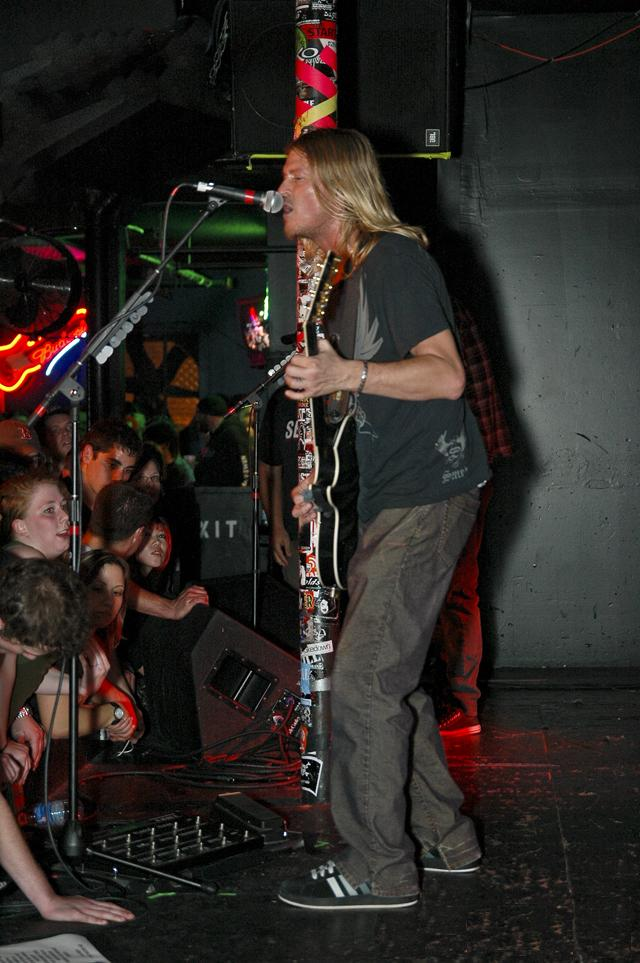
Wes Scantlin à Seattle en 2008.

Le 9 octobre 2007, le groupe composé de Wes Scantlin, Doug Ardito, Christian Stone et Ryan Yerdon sort un tout nouvel opus appelé Famous et participe à de nombreux concerts aux États-Unis. Bien que cet album soit encore ignoré en Europe, il connaît un remarquable succès aux États-Unis, surtout grâce à la chanson Psycho, qui devient le numéro un dans les Modern Rock Tracks et dans les Mainstream Rock Tracks chart.

### Vol.4 Songs in the Key of Love and Hate(2009–2010)
En 2009, le guitariste Christian Stone quitte le groupe et est remplacé par l'ancien guitariste Paul Phillips. En trois sessions, le groupe enregistre un nouvel album qui s'intitule Vol. 4 Songs in the Key of Love and Hate, qui sort le 4 décembre 2009. L'album est précédé par le single Spaceship qui est présenté aux radios américaines le 27 octobre 2009 et qui donne une nouvelle ouverture de style au groupe.
Le 9 février 2010, le groupe publie le tout nouveau single Shook Up the World via iTunes pour encourager l'équipe des États-Unis pour les Jeux olympiques d'hiver de 2010 à Vancouver. Le single est également inclus sur l'album de compilation AT&T Team USA Soundtrack. Le profit obtenu par les téléchargements durant la période des jeux revient largement à l'équipe des sportifs. Le deuxième single officiel de l'album actuel est par contre Stoned, une des chansons les plus aimées par les fans sur le dernier album. La sortie est prévue pour le mois de mars 2010. En ce qui concerne le futur, le chanteur Wesley Reid Scantlin expliquera à plusieurs reprises qu'il veut réaliser un album acoustique entier avec le groupe et qu'il aimerait sortir un autre album live.
En juin 2010, le groupe se sépare de son bassiste Doug Ardito, seul membre fidèle au groupe depuis sa nouvelle création en 2001 à part du chanteur Wesley Reid Scantlin. Il est remplacé par un ami du groupe, Damien Starkey. Pour le mois de juillet, le groupe jouera une série de concerts aux États-Unis avec les groupes Shinedown, Sevendust, Chevelle et 10 Years sans montrer une initiative de jouer encore une fois en dehors de l'Amérique du Nord ou des bases militaires américaines à l'extérieur du pays, ce qui cause de plus en plus une stagnation et même un déclin de leur popularité, même au sein des États-Unis.
La nouvelle série de compilations Icon à bas prix a produit une compilation de douze chansons pour le groupe et ce CD sort aux États-Unis pour le 2 novembre 2010. Le CD est publié en deux formats : une version avec des paroles censurées et une avec des paroles non censurées.

### Re:(disc)overed(2011-2019)
Après quelques mois sans nouvelles, le groupe semble travailler sur un nouvel album dans un studio à Los Angeles et prépare également de faire une série de concerts en Europe afin de célébrer le dixième anniversaire de leur succès mondial Come Clean. La Chanson Psycho est en DLC sur Guitar Hero : Warriors of Rock depuis avril 2011.
Le groupe annonce que des enregistrements pour un nouvel album ont avorté car les musiciens ne se sentaient pas encore prêts pour écrire un nouvel album de haute qualité. Pourtant, Wesley Reid Scantlin admet en même temps que quatre nouvelles chansons ont été écrites par lui qui sont comparables au vieux style du groupe et à Soundgarden. Le groupe a ainsi enregistré des reprises au mois de janvier et de février 2011. Onze des quinze chansons enregistrées seront publiées sous forme de l'album Re:(disc)overed qui sera publié le 2 août 2011 en Amérique du Nord. L'album contiendra des reprises des Rolling Stones (Gimme Shelter), de Neil Young (Old Man), d'AC/DC (T.N.T.), de Stevie Nicks avec Tom Petty and the Heartbreakers (Stop Fraggin' My Heart Around), du Steve Miller Band (The Joker), de Billy Squier (Everybody Wants You), d'Elton John (Rocket Man), de Free (All Right Now), de Bad Company (Shooting Star), de James Gang (Funk 49) et de Led Zeppelin (Dy'er Mak'er).
En 2012, le groupe donne plusieurs concerts en Europe et se prépare pour un nouvel album malgré de nouveaux changements de personnel. Entre-temps, le chanteur et guitariste Wesley Reid Scantlin divorce et il est accusé pour avoir conduit sans permis et sous l'influence de la cocaïne en plus d'en avoir eu en sa possession. En juillet 2012, Wesley Reid Scantlin a plaidé coupable et ainsi évité d'aller en prison. En revanche, il doit suivre une campagne de prévention sur la drogue à partir du mois d'août 2012. Les périples du chanteur ne s'arrêtent pas là. Sous l'influence de l'alcool, il insulte une hôtesse qui refuse de lui donner un autre verre et l'avion doit s'arrêter d'urgence au Texas où Scantlin est accueilli et sorti de l'avion par la police. Plus tard, il est accusé pour un cas de violence domestique envers son ex-femme. L'année suivante, il démolit la clôture de son voisin car elle traverse le terrain de Scantlin, et est arrêté pour vandalisme. Durant l'été 2013, le groupe annule lui-même plusieurs concerts ou certains promoteurs le font car ils craignent que le groupe ne se présenterait peut-être pas à la dernière minute. Côté musical, il y a peu de nouvelles du groupe qui se contente de dire qu'il est en train de composer une série de nouvelles chansons en octobre 2012 et qui part pour quelques concerts un peu partout aux États-Unis durant l'été 2013. Un nouvel album n'est toujours pas annoncé en automne 2013.
Le 11 juillet 2014, Puddle of Mudd annonce sur Facebook la sortie d'un nouvel album. Le 21 septembre 2014, un single hors album est publié, Piece of the Action. Le 17 juillet 2015, le groupe annonce un sixième album studio album avec Cameron Webb aux Grandmaster Studios. Le 17 mai 2016, le groupe annonce la tournée Make America Rock Again en été et jusqu'à la fin 2016. La tournée fera notamment participer Trapt, Saving Abel, Alien Ant Farm, Crazy Town, 12 Stones, Tantric et Drowning Pool, P.O.D. et Fuel,.

### Welcome to Galvania (depuis 2019)
Ayant repris les concerts à l'international, notamment en Europe et en Amérique du nord depuis début 2018. Le chanteur Wes Scantlin annonce en décembre 2018 que le groupe travaille sur un nouvel album depuis quelques mois et qu'il sortira en 2019. L'information est relayée et confirmée par des médias officiels américains tels que Loudwire. C'est la première confirmation officielle de sortie d'un album constituant des chansons originales du groupe depuis plus de 10 ans.
L'album nommé "Welcome to Galvania" est publié en précommande sur les plateformes d'achats le 12 juillet 2019, le premier single de ce dernier "Uh oh" sortira le même jour. L'album sera programmé pour le 13 septembre 2019.

## Style musical
Puddle of Mudd est catégorisé post-grunge,,,,,,, rock alternatif,,, metal alternatif, et hard rock,.

## Discographie

### Albums studio
- 2001 : Come Clean
- 2003 : Life On Display
- 2007 : Famous
- 2009 : Vol. 4 Songs in the Key of Love and Hate
- 2019 : Welcome to Galvania
- 2023 : Ubiquitous
- 2025 : Kiss The Machine

### Compilations
- 2010 : Icon
- 2011 : Re:(disc)overed (compilation de reprises)

### Singles
- Control (2001)
- Blurry (bande originale du jeu vidéo Ace Combat 5 - Squadron Leader sur PS2)
- Drift and Die (2002)
- She Hates Me (2002)
- Away From Me (2003)
- Heel Over Head (2004)
- Spin You Around (2004)
- Famous (2007)
- Psycho (2007)
- We don't Have to Look Back Now (2008)
- Livin' on Borrowed Times (2008)
- Spaceship (2009)
- Shook Up the World (2010)
- Stoned (2010)
- Keep it Together (2010)
- Gimme Shelter (2011)
- Uh Oh (2019)